# Возная, Зинаида Петровна
Зинаида Петровна Возная (род. 1940, село Волица-Полевая ныне Теофипольского района Хмельницкой области) — украинский советский деятель, агроном колхоза имени Ленина Теофипольского района Хмельницкой области. Депутат Верховного Совета СССР 8-10-го созывов.

## Биография
Родилась в крестьянской семье. Отец погиб на фронтах Великой Отечественной войны. Окончила среднюю школу.
В 1957—1966 годах — колхозница, звеньевая колхоза имени Ленина села Волица Теофипольского района Хмельницкой области.
Образование высшее. В 1966 году заочно закончил агрономический факультет Белоцерковского сельскохозяйственного института Киевской области, ученый агроном.
С 1966 года — агроном и член правления колхоза имени Ленина села Волица Теофипольского района Хмельницкой области.
Избиралась депутатом Совета Союза Верховного Совета СССР 8-го, 9-го и 10-го созывов от Хмельницкой области (1970—1984).
Потом — на пенсии в селе Волица-Полевая Теофипольского района Хмельницкой области.

## Награды
- два ордена Трудового Красного Знамени (1966,)
- орден «Знак Почета»
- медали